# كونت زيزينيا

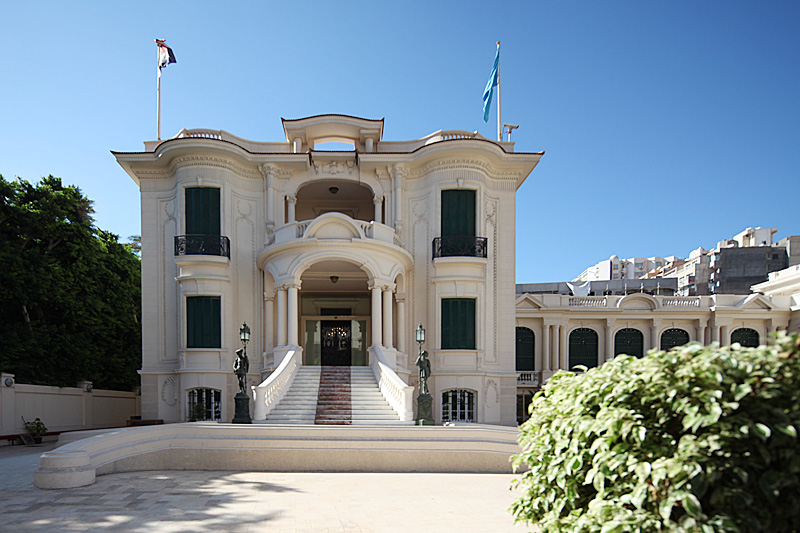

الكونت استيفان زيزينيا أو الكونت ايتيان يوناني الأصل، استقر بالإسكندرية في عهد «محمد علي باشا».
الكونت (زيزينيا) قنصل دولة بلجيكا العام في مصر وأحد أكبر تجار القطن بالإسكندرية سنة 1872، ويرجع تاريخ تسمية حى زيزينيا بهذا الاسم نسبة إليه.

## حياته
حصل علي الجنسية الفرنسية، وبعدها ارتقي سلم المجد بسرعة بالغة حيث عمل قنصلاً عاماً لبلجيكا في مصر. وكان يجمع بين العمل بالسلك الدبلوماسي وبين العمل بالتجارة علي غرار ما كان يجري في تلك الأونة في الغالب.

## حي زيزينيا
ومنذ أن قدم إلى مصر أدرك أهمية مدينة«الإسكندرية» العاصمة الثانية لمصر فقام بشراء أرض عام 1854 من عائلة تدعى «أبي شال» كانت تمتلك الكثير من الأراضي في منطقة الرمل بمنطقة «زيزينيا» الحالية... وبعد مرور فترة من الزمن باع جزءاً من الأرض إلى الحكومة لمد خط السكة الحديد وهي ما تعرف حالياً بخط ترام الرمل. وبعد مد الخط من قبل الحكومة في ذلك الوقت بدأت المنطقة في العمران وعرفها الناس وأقاموا بها فسميت المنطقة بحي «زيزينيا» نسبة إليه.
ومن الجدير بالذكر أن قصر الكونت ايتيان زيزينيا عام 1862 في ميدان القناصل (المنشية) قد تم تدميره بمدافع الأسطول الإنجليزى عام 1882.